# مقاطعة كردامير
مقاطعة كردامير (أذربيجان Kürdəmir) هي مقاطعة في أذربيجان والعاصمة الإدارية للمقاطعة هي مدينة كردامير.

## التاريخ وأصل التسمية
تأسست مقاطعة كردامير في عام 1930.
وتشير التوقعات أن اسم كردامير مشتق من «كور:Kur» (نهر كورا) و «دامير: Damir» التي تعني حديد.